# Hondshalstermeer
Het Hondshalstermeer is een meer in Oostelijk Groningen ten zuiden van Wagenborgen en ten westen van Nieuwolda in de gemeente Oldambt. Ten noorden ligt het gehucht Kopaf, ten oosten het gehucht Westeind, ten zuidoosten het dorp 't Waar en ten westen het gehucht Stolderij. Het meer is aangelegd in de voormalige polders Weerdijk (de Weerdijk verliep deels door het meer) en De Dellen.
Het meer is 180 ha groot en in beheer bij Staatsbosbeheer. Het is in 1980 in het kader van een ruilverkaveling aangelegd in een laag liggend gebied bij het de Hondshalstermaar, enerzijds als waterberging voor het waterschap Hunze en Aa's, anderzijds als natuurreservaat. Dankzij de aanleg van het meer ontstond een grotere boezem, die het regenwater kan opvangen zodra het Gemaal Rozema vanwege hoge waterstanden niet op volle toeren kan draaien. In het zuidelijk deel van het meer zijn drie eilandjes gecreëerd, mede om de golfslag te breken.
Nadat aanvankelijk de natuurwaarden zich de eerste drie jaren voorspoedig ontwikkelden en het meer aan de doelstellingen leek te voldoen, trad er in de jaren daarna stagnatie op ten gevolge van de voedselrijkdom van het water en sterke wisselingen in het waterpeil. In 1999 is meer ruimte gegeven aan recreatief gebruik van het meer. Daartoe is het meer opengesteld voor kanovaart en zijn er langs de delen van de oevers fietspaden aangelegd. Deze paden bevinden zich overwegend buiten de dijk die het meer omringt zodat het meer zelf slechts op enkele plaatsen te bewonderen is. Aan de noordwestzijde van het meer is een bos aangelegd. Aan de noordoostzijde loopt de N362.